# 奧爾嘉·科克洛娃
奧爾嘉·科克洛娃（Ольга Степановна Хохлова）是俄羅斯芭蕾舞團位於巴黎季節的舞蹈演員 。她遇到了藝術家巴勃羅·畢加索並嫁給了他，成為他早期的繆斯女神之一，也是育有一個兒子保羅·約瑟夫·畢卡索。

## 生涯
奧爾嘉·科克洛娃在一位朋友的姐姐的鼓勵下決定成為一名芭蕾舞演員，這位姐姐加入了佳吉列夫芭蕾舞團。她在聖彼得堡的一所私立芭蕾舞學校學習，並成功通過試鏡，加入了由經理人謝爾蓋·佳吉列夫領導的俄羅斯芭蕾舞團，該舞團總部位於巴黎。

## 巴勃羅·畢卡索
1917年，巴勃羅·畢卡索參與創作了芭蕾舞劇《遊行》。本劇由謝爾蓋·佳吉列夫製作，音樂由埃里克·薩蒂創作，劇情由讓·科克托撰寫。該劇於1917年5月18日在巴黎沙特萊劇院首演。畢卡索為芭蕾舞劇設計了服裝和佈景。畢卡索在義大利觀賞了奧爾嘉·科克洛娃在芭蕾舞劇《好丈夫》 （Les Femmes de Bonne Humeur）排練中的舞蹈後，便愛上了她。

## 婚姻
1918 年 7 月 12 日，奧爾嘉·科克洛娃與畢卡索在巴黎達魯街的亞歷山大·涅夫斯基主教座堂結婚。讓·谷克多和馬克斯·雅各布見證了這場婚禮。由於奧爾嘉·科克洛娃腳傷疼痛難忍，婚禮從1918年5月延後至7月。這次受傷迫使她接受了手術，手術後她的右腿上纏著石膏。只有當腿痊癒後，婚禮才得以舉行。婚後，畢卡索夫婦在比亞里茨的Eugenia Errázuriz別墅度蜜月，畢卡索也在那裡為他的妻子畫畫。到1918年9月，奧爾嘉·科克洛娃的傷勢已經痊癒，但需要復健治療。她再也沒有在公共場合跳舞。1918年10月，畢卡索夫婦返回巴黎尋找公寓。畢卡索的經銷商保羅·羅森伯格在自己家旁邊的拉博埃蒂街23 號找到了一套合適的公寓。畢卡索一家於1918年聖誕節前一周搬進了這裡。
1921年2月4日，奧爾嘉·科克洛娃生下了一個男孩保羅·約瑟夫·畢卡索，通常被稱為“保羅”。從那時起，奧爾嘉·科克洛娃和畢卡索的關係就開始惡化。畢卡索為科克洛娃和他的兒子感到驕傲，但她卻過度保護這個男孩。她享受作為畢加索妻子的榮譽和名人生活方式。當這引起畢卡索朋友的批評，他會責怪科克洛娃的品味太高雅了。1922年夏天，畢卡索一家在度假勝地迪納爾逗留期間，科克洛娃病重。9月中旬，她被緊急送往巴黎醫院接受緊急手術。1923年夏末，畢卡索對科克洛娃的熱情冷卻了，他開始頻繁出入巴黎的妓院。
1927年，畢卡索與17歲的法國女孩瑪麗·特蕾莎·沃爾特開始一段戀情。他繼續扮演傳統的丈夫和父親的角色，但繼續與新情婦秘密交往。1928 年夏天，畢卡索一家在迪納爾度假，畢卡索在那裡將他的情婦藏起來，不讓妻子靠近。然而，這次旅行導致科克洛娃再次病重，導致全家於 1928 年 9 月 5 日返回巴黎。她再次接受了手術，需要康復，儘管10月10日出院，但還是被迫返回診所接受第二次手術，然後在12月初才回家。聖誕節前她回到了診所。與妻子的長期分離讓畢卡索有了與情婦共度時光的自由。
1930年，畢卡索在巴黎西北方一小時車程處購買了一座名為布瓦熱盧的城堡。瑪麗·特蕾莎·沃爾特在那裡與他共度一周，而科克洛娃則會在周末與保羅相聚。1932年，畢卡索在喬治·珀蒂畫廊舉辦了首次大型回顧展，他公然展出了多幅情婦的作品。科克洛娃此時已變得極度嫉妒和多疑。畢卡索的孫子伯納德·魯伊斯-畢卡索認為，此時科克洛娃已經知道了畢卡索發生婚外情。畢卡索對妻子的描繪如今反映了她內心的不安。1931年聖誕節期間，他創作了《穿細高跟鞋的女人》 ，這是一幅令人痛心的漫畫，描繪了他那沮喪的妻子。
1935年，霍赫洛娃從一位朋友那裡得知瑪麗·特蕾莎·沃爾特懷孕了。她悲痛欲絕，提出離婚，並立即和保羅搬到了加州酒店。接下來的20年裡，她住在巴黎的旅館、布瓦熱盧和法國南部。畢卡索拒絕依照法國法律的規定與她均分財產，因此科克洛娃與畢卡索的婚姻關係一直持續到1955年2月11日，科克洛娃在法國坎城因癌症去世。她被安葬在了英國公墓。